# Irish League 1892-93
La Irish League 1892-93 fue la tercera edición de la máxima categoría del fútbol irlandés, organizada por la Asociación Irlandesa de Fútbol (IFA). La liga contó con 6 equipos, y el campeón fue Linfield, que alcanzó su tercer título.

## Desarrollo

### Clasificación
| Pos. | Equipo        | Pts. | PJ | G | E | P | GF | GC | Dif. | Clasificación |
| ---- | ------------- | ---- | -- | - | - | - | -- | -- | ---- | ------------- |
| 1    | Linfield (C)  | 18   | 10 | 8 | 2 | 0 | 27 | 7  | +20  | Campeón       |
| 2    | Cliftonville  | 15   | 10 | 7 | 1 | 2 | 28 | 18 | +10  |               |
| 3    | Distillery    | 12   | 10 | 5 | 2 | 3 | 31 | 18 | +13  |               |
| 3    | Glentoran     | 8    | 10 | 4 | 0 | 6 | 13 | 17 | −4   |               |
| 5    | Ulster        | 6    | 10 | 3 | 0 | 7 | 10 | 30 | −20  |               |
| 6    | Derry Olympic | 1    | 10 | 0 | 1 | 9 | 7  | 26 | −19  | Retirado      |

 Fuente: RSSSF
Notas:
1. ↑  Derry Olympic renunció a la liga durante la temporada. Los partidos restantes se anotaron como victorias sin goles para los oponentes.[1][3]

| Campeón Linfield |
| 3.er título      |